# Viitna järved
Viitna järved är sjöar i Estland.   De ligger i landskapet Lääne-Virumaa, i den centrala delen av landet, 70 km öster om huvudstaden Tallinn. Viitna järved ligger 91 meter över havet.  Trakten runt Viitna järved består till största delen av jordbruksmark.